# Фернан Санчес де Кастро
Фернан Санчес де Кастро (исп. Fernán Sánchez de Castro; 1240—1275, Помар-де-Синка, Арагон) — незаконнорожденный сын короля Арагона Хайме I Завоевателя, который пожаловал ему баронство Кастро в 1250 году, которым он владел вместе с сеньорией де Помар.

## Семейное происхождение
Он родился в 1240 году в результате внебрачной связи между королем Арагона Хайме I (1208—1276) и Альдонсой де Антильон. Король создал для него баронство Кастро в 1250 году, титул, который его преемники унаследуют от него. Его бабушкой и дедушкой по отцовской линии были король Педро II Арагонский и его жена, королева Мария де Монпелье. Он был сводным братом Педро III, короля Арагона, Хайме II, короля Майорки, и Виоланте Арагонской, жены Альфонсо X Кастильского.

## Биография
В апреле 1261 года Фернан и Гиллем де Монгри были отправлены в Неаполь в качестве послов к королю Манфреду Сицилийскому. В результате этого посольства наследник Хайме, инфант Педро, женился на дочери Манфреда, Констанции. Фернандо был свидетелем их свадьбы 13 июня 1262 года в Монпелье.
На кортесах 1264 года в Сарагосе Фернандо поссорился со своим отцом из-за распространения налога на домашний скот от Каталонии до Арагона. Когда арагонская знать покинула кортесы, Фернандо встал на их сторону. Таким образом, он приобрел непреходящую популярность среди дворянства Арагона и женился на дочери Химено II д’Урреа. Несмотря на эти столкновения, Фернандо оставался любимцем своего отца.
Фернандо принял участие в крестовом походе на Святую Землю, начатом его отцом 4 сентября 1269 года. Когда его отец после шторма направил флот в Эг-Морт и решил отказаться от предприятия, Фернандо и его сводный брат Педро Фернандес де Ихар, продолжались до Акки. Однако их и их последователей было слишком мало, чтобы что-то там сделать. Возможно, он вступил в контакт с королем Сицилии Карлом I Анжуйским во время своего обратного путешествия из Акры.
В 1270 или 1271 году Фернандо находился в изгнании в Монпелье, когда Карл I Анжуйский предложил заплатить ему 8 тысяч турских ливров и транспортные расходы, если он будет служить ему в течение года при защите Трапани. Он должен был привести сорок рыцарей, четырех оруженосцев и двадцать конных арбалетчиков, но он не принял предложение.
В феврале 1272 года Хайме Завоеватель созвал кортесы в Лериде на следующий месяц, чтобы разрешить разногласия между Фернандо и инфантом Педро, но единственным результатом стал разрыв между королем и его наследником, которые обвинили Фернандо в стремлении свергнуть их отца. В декабре 1273 года король Хайме и инфант Педро помирились, и последний поклялся не причинять вреда Фернандо.
Примирение Фернандо с отцом и братом длилось недолго. Он продолжал открыто поддерживать мятежную арагонскую знать . В 1273 году Педро обвинил его и баронов в новом заговоре. В сентябре 1274 года Хайме объявил его предателем. Король предложил перемирие всем, кто присутствовал на его кортесах в Лериде в марте 1275 года, но окончательного соглашения достигнуто не было. К этому времени Хайме полностью повернулся против своего сына. В письме от 29 марта Хайме просит Педро «сотворить зло» Фернандо и его союзникам, Лопе Ферренчу III де Луна и Химено III д’Урреа . Хайме напал на графа Уго V де Ампурьяса, а в мае Педро повел армию на Антильон. 1 июня инфант Педро осадил Фернандо в замке Помар. Он пытался бежать, переодевшись оруженосцем, но был схвачен. Петр приказал утопить его в реке Синке. Хайме в своей автобиографической «Llibre dels fets» говорит, что «это очень обрадовало нас, когда он услышал об этом, потому что это было очень серьезное дело, что он, будучи нашим сыном, восстал против нас после того, как мы так поступили с ним», много добра и дал ему такое благородное наследство".

## Брак и потомство
Фернан Санчес де Кастро женился на Альдонсе Хименес де Урреа, от брака с которой родился сын:
- Фелипе Фернандес де Кастро-и-Хименес де Урреа (ум. 1301), который сменил своего отца в баронстве Кастро и женился на Альдонсе де Перальта, дочери Рамона де Перальта, и они были родителями дочери, Альдонса де Кастро-и-Перальта, женатый Фелипе де Салуццо (Салусес). Хотя также известно, что он женился на Марии Альварес де Аро, от которой у него также будут дети, за которых он будет бороться с Альдонсой Хименес де Урреа.